# Grote Prijs van Algiers
De Grote Prijs van Algiers (Frans: Grand Prix (international) de la ville d'Alger) is een wielerwedstrijd die in en rond Algiers in de gelijknamige provincie in Algerije wordt verreden.
In 2018 maakte de vijftiende editie voor het eerst deel uit van de internationale UCI Africa Tour-kalender in de categorie 2.2. In 2019 en 2020 werd de wedstrijd niet georganiseerd. In 2021 stond hij als eendagswedsrijd op de UCI-kalender, maar deze werd geannulleerd. In 2022 werd er een race als een nationale eendagswedstrijd verreden. Oorspronkelijk stond er een meerdaagse koers over zeven etappes gepland van 21-27 mei over een totale afstand van 618,7 kilometer.  In 2023 stond hij weer op de internationale kalender als een 1.2-wedstrijd.
De editie van 2017 werd gewonnen door Abdellah Ben Youcef. Een jaar later won de Griek Charalampos Kastrantas de eerste UCI-editie.

## Podia
| Jaar | Datum(s)        | Afstand     | Winnaar                | Tweede           | Derde            |
| ---- | --------------- | ----------- | ---------------------- | ---------------- | ---------------- |
| 2017 | 31-10 t/m 03-11 | 449,5 km    | Abdellah Ben Youcef    | Yacine Hamza     | Ismail Lallouchi |
| 2018 | 20-23/02        | 361,6 km    | Charalampos Kastrantas | Mounir Makhchoun | Gaetan Bille     |
|      |                 |             |                        |                  |                  |
| 2021 | 04-06           | geannuleerd | geannuleerd            | geannuleerd      | geannuleerd      |
| 2022 | 20-05           | 100,0 km    | Azzedine Lagab         | Mohamed Nehari   | Nassim Saidi     |
| 2023 | 17-03           | 82,5 km     | Youcef Reguigui        | Meron Teshome    | Jarri Stravers   |
| 2024 | 24-05           | 82,5 km     | Hamza Amari            | Metkel Eyob      | Ayoub Ferkous    |
| 2025 | 22-02           | 80 km       | Yacine Hamza           | Jevgenıı Gıdıch  | Youcef Reguigui  |

### Overwinningen per land
| Overwinningen | Land        |
| ------------- | ----------- |
| 5             | Algerije    |
| 1             | Griekenland |

## Edities meerdaags

### 2017
|   | Start - Finish        | Afstand  | Winnaar             | Tweede              | Derde               |
| - | --------------------- | -------- | ------------------- | ------------------- | ------------------- |
| 1 | Zéralda - Oudet Fayed | 130,0 km | Mohamed Bouzidi     | Yacine Hamza        | Abdellah Ben Youcef |
| 2 | Algiers - Algiers     | 072,0 km | Abderaouf Bengayou  | Oleksandr Godovash  | Yacine Hamza        |
| 3 | Birtouta - Birtouta   | 135,0 km | Islam Mansouri      | Abdellah Ben Youcef | Essaïd Abellouche   |
| 4 | Rouïba - Rouïba       | 112,5 km | Abdellah Ben Youcef | ?                   | ?                   |

### 2018
|         | Start - Finish              | Afstand  | Winnaar                | Tweede                 | Derde                  |
| ------- | --------------------------- | -------- | ---------------------- | ---------------------- | ---------------------- |
| Proloog | Souidania - Souidania       | 002,4 km | Gaetan Bille           | Abderrahmane Mansouri  | Charalampos Kastrantas |
| 1       | Zéralda - Zéralda           | 144,5 km | Youcef Reguigui        | Charalampos Kastrantas | Nadjib Assal           |
| 2       | Rouïba - Rouïba             | 112,5 km | Yacine Hamza           | Youcef Reguigui        | Benjamin Stauder       |
| 3       | Ridh El Feth - Ridh El Feth | 106,2 km | Charalampos Kastrantas | Mounir Makhchoun       | Youcef Reguigui        |

2005 · 
2006 · 
2007 · 
2008 · 
2009 · 
2010 · 
2011 · 
2012 · 
2013 ·
2014 · 
2015 ·
2016 ·
2017 ·
2018 ·
2019 ·
2020 ·
2021 ·
2022 ·
2023 ·
2024 ·
2025
Belangrijkste wedstrijden

Ronde van Burkina Faso · La Tropicale Amissa Bongo · Ronde van Kameroen · Ronde van Marokko · GP Chantal Biya · Ronde van Rwanda